# Jacques Hoogveld
Jacobus Johannes (Jac) Hoogveld (Arnhem, 4 augustus 1884 – Arnhem, 17 februari 1948) was een Nederlandse atleet, die uitkwam op de sprintnummers en het verspringen.

## Loopbaan
Hoogveld vertegenwoordigde Nederland tijdens de Olympische Spelen van 1908 in Londen. Hij was onder meer lid van het Nederlandse team op de olympische estafette, een nummer waarbij de vier lopers achtereenvolgens 200, 200, 400 en 800 meter liepen. Evert Koops en Jac Hoogveld liepen elk 200 m, Victor Henny 400 m en Bram Evers 800 m. Het Nederlandse team werd weliswaar tweede in zijn heat, maar drong niet door tot de finale. Hoogveld nam bovendien deel aan vijf verschillende individuele nummers, t.w. de 100 m, 200 m, 400 m, het verspringen en verspringen uit stand, maar overleefde op geen enkel nummer de voorrondes.
Jac Hoogveld werd later voorzitter van voetbalclub Vitesse en is de grootvader van de in Calgary (Canada) werkzame schaatscoach Arno Hoogveld.